# Gustaf Edström
Gustaf Robert Edström (i riksdagen kallad Edström i Nordmaling), född 14 april 1836 i Nätra socken, Västernorrlands län, död 11 februari 1908 i Nordmalings församling, var en svensk kontraktsprost och politiker.
Edström skrevs in vid i Uppsala universitet 1856 och avlade folkskollärarexamen 1860 samt prästvigdes samma år. 1862 blev han pastorsadjunkt i Själevads församling och tillförordnad pastor 1866. Han blev kyrkoherde 1869 i Vibyggerå församling och i Själevads församling 1876, båda i Härnösands stift. 1882 blev han kontraktsprost i Ångermanlands nordvästra kontrakt och var inspektor för Örnsköldsviks lägre allmänna läroverk 1885-1891. Edström var 1890-1908 kyrkoherde i Nordmalings församling och 1891-1903 kontraktsprost i Ångermanlands nordöstra kontrakt.
Edström var ordförande i Västerbottens läns landsting 1901-1902 och i riksdagen ledamot av första kammaren 1903, invald för Västerbottens läns valkrets. I riksdagen var Edström även ledamot av tredje särskilda utskottet 1903.

## Utmärkelser
- Kommendör av andra klassen av Vasaorden, 1 december 1903.[1]
- Ledamot av Nordstjärneorden, 1891.[2]